# Herbert II de Vermandois
Herbert II, né vers 880, mort le 23 février 943, fut comte de Vermandois et de Soissons à la mort de son père survenue avant juin 907. Il est devenu comte de Meaux par son mariage avec la robertienne Adèle. Enfin il acquit le comté de Beauvais au décès de son parent le comte Bernard.

## Biographie

### Carrière politique

#### Rivalité avec le comte de Flandre
Il succède à son père entre 900 et 907 comme comte de Soissons et de Vermandois , seigneur d'une partie de a Madrie avec Meulan et le sud du Vexin. Il est aussi abbé laïc de Saint-Crépin et de Saint-Médard à Soissons.
Il hérite aussi de la situation conflictuelle avec les comtes de Flandre, car en 896 les troupes de Herbert Ier ont tué leur prisonnier Raoul de Cambrai, fils de Baudouin Ier de Flandre. Aussi quand Herbert II cherche à augmenter sa puissance territoriale en acquérant le comté d'Amiens et le château de Ham, ces territoires lui sont disputés par Arnoul, comte de Flandres et frère de la victime de son père. Les deux camps semblent de puissance à peu près égale, et de plus le territoire de l'archevêché de Cambrai, au nord du Vermandois et au sud des Flandres, sert de « zone-tampon » car il a été attribué à la Lotharingie lors du traité de Verdun de 843 ; tandis que le reste du nord de la France fait partie de la Francie occidentale. Ainsi aucun des deux protagonistes ne peut franchir cette barrière politique pour s'étendre au détriment de l'autre, ni subséquemment dominer l'ensemble du nord de la France.

#### Possession de l'archidiocèse de Reims
Pour des articles plus généraux, voir Archidiocèse de Reims et Liste des évêques et archevêques de Reims.
Herbert II est d'abord mentionné dans ce sens lorsque l'orgueilleux archevêque de Reims Seulfe dépouille de leurs biens et fait emprisonner Odon et Hervé, l'un frère et l'autre neveu de son prédécesseur Hervé ; ces deux seigneurs auraient envers lui, leur seigneur féodal, un hypothétique manque du respect et de la fidélité qu'ils lui doivent en qualité de vassaux de l'Église de Reims. Mais le procédé de Seulfe le rend odieux aux populations ; et il est publié que pour obtenir la détention de ces deux seigneurs, il a promis au comte Herbert II de faire élire son fils archevêque de Reims,.
En 925 Herbert II fait vraisemblablement assassiner l'archevêque de Reims Seulfe et fait installer son fils sans attendre sur le siège épiscopal ainsi libéré. Raoul l'en déloge en 932 mais Herbert remet son fils en place en 940,.

#### La capture et la détention du roi Charles le Simple
En 922, Herbert II participe à la révolte des grands du royaume contre le roi de Francie occidentale Charles le Simple, qu'il capture par traîtrise en 923, après la bataille de Soissons. Il emmène son prisonnier d'abord dans un fort qu'il possède sur la Somme près de Saint-Quentin, puis à Château-Thierry sur la Marne. La Francie occidentale est déjà passée à Robert Ier dès 922 ; mais ce dernier meurt en 923 et son successeur pour la Francie occidentale est son gendre, l'époux de sa fille Emma, le duc de Bourgogne Raoul.
En 924 Emma et Raoul donnent Péronne (Somme) à Herbert : Charles le Simple y meurt en captivité le 7 octobre 929.
Herbert et Arnoul de Flandres mettent leurs forces en commun et prennent le fort viking d'Eu ; puis en 927 Herbert forge une alliance avec le comte Rollo, laissant son fils Eudes comme otage auprès de ce dernier.
En 926, il s'empare d'Amiens.
D'après Fisquet, en 927 Herbert II défie une fois de plus le roi Raoul, en convoquant malgré le roi un concile de six évêques à Trosly afin de faire donner l'absolution à Herluin, comte de Ponthieu, qui s'était remarié du vivant de sa première femme. Cette même année 927, il manque de conquérir Laon.
Selon Flodoard, en 928 Hugues, roi d'Italie donne le comté de Vienne (« provintiam Viennensem ») à Herbert de Vermandois (Odon / Eudes le fils aîné de Herbert II est appointé vicomte de Vienne dans la même foulée). Mais aucune source primaire connue ne décrit Herbert comme "comte de Vienne" ou confirme qu'il a adopté ce titre ; et en 933 le comté de Vienne est attribué à Rodolphe II, roi de Bourgogne transjurane.
Après la mort de Charles le Simple en captivité à Péronne en 929, Raoul cherche à diminuer le pouvoir de la maison de Vermandois. Il écrit au clergé de Reims et au peuple, leur ordonnant d'élire de suite un autre évêque ; mais le clergé craint Herbert, et il lui est répondu qu'une autre élection ne peut se faire du vivant de celui élu. Raoul assiège Reims, qu'il conquiert au bout de trois semaines. Il convoque un synode de 18 évêques de Francie et de Bourgogne et leur fait sacrer Artaud, moine de Saint-Rémi, en 932.
L'épiscopat d'Artaud ne va pas sans mal : son ordination signale le début d'une guerre civile. En 933 et 934, avec l'aide de Hugues le Grand, Raoul reprend le Vermandois avec Laon, Noyon, Château-Thierry et presque toutes les autres places de Herbert. Herbert se soumet au roi ; la paix, négociée en 935 entre Herbert et Raoul par Henri de Germanie et Rodolphe II de Haute-Bourgogne, redonne à Herbert les villes prises par Raoul.
En 939, Herbert rejoint l'alliance s'opposant au roi de Francie occidentale Louis d'Outremer, menée par Otton le Grand roi de Germanie, qui fait des raids dans le territoire Franc et force le roi Louis à renoncer au trône de Lotharingie.
En juin ou juillet 940, Herbert reconquiert Reims par fait d'armes avec l'aide de Hugues le Grand et réussit à réinstaller son fils à l'archevêché de Reims. Il assiège aussi le roi Louis d'Outremer dans Laon.

### Décès
Herbert II meurt le 23 février 943 (le 7 des calendes de mars).
Selon Raoul Glaber et aussi Dom Le long qui rapporte une tradition locale, il aurait été pendu sur ordre de Louis IV d'Outremer, dont Herbert II a emprisonné et tué le père,.
Louis-Paul Colliette rappelle que le parti des Vermandois représente encore à cette date une puissance trop grande pour que le roi puisse se permettre une vengeance aussi éclatante ; d'ailleurs dans le même temps de la mort d'Herbert II, son fils Albert jouit d'un grand crédit à la Cour de Louis d'Outremer et reçoit sa part d'héritage sans questionnement aucun. Son frère Robert de Meaux est aussi au mieux avec le roi d'Italie Lothaire.
Après sa mort, ses biens sont partagés entre ses différents fils ainsi qu'avec Thibaud le Tricheur qui a épousé une des filles, Lietgarde, et qui récupère Beauvais et Meulan. L’artisan de partage est leur oncle maternel, Hugues le Grand, qui est à la fois neveu et beau-frère de Herbert II, qui met fin ainsi à la puissance vermandisienne et qui renforce celle des Thibaldiens.

#### Tombeau
Herbert II de Vermandois est inhumé à Saint-Quentin (Aisne), la « capitale » du comté de Vermandois, dans la chapelle Notre-Dame la Bonne (« Bonæ Dominæ »), voisine de la sacristie de la collégiale de Saint-Quentin (à l'époque on n'enterrait pas encore communément dans les églises). Colliette précise que cette chapelle est alors à moitié abandonnée et que sa tombe a été couverte d'une dalle gravée d'une figure humaine avec une corde au cou.
La collégiale devint une basilique en 1876. En août 1917, les Allemands allument un incendie qui détruit quasiment toute l'église. La crypte est minée et saute. Il ne reste rien de la sépulture de ce comte.

## Mariage et enfants
Herbert II est le fils de Herbert Ier et d'une femme inconnue.
Herbert II épouse avant le 21 mai 907, Adèle de France, fille de Robert, marquis de Neustrie et futur roi de France sous le nom de Robert Ier, et de sa première femme aussi prénommée Adèle. 

De cette union naissent :
- Eudes, Odo, Odon (° v. 915 - † apr. 946), comte d'Amiens ;
- Adèle († 960), mariée en 934 ou 935[n 2] à Arnoul Ier dit « Arnoul le Grand » (° 890 † 965), comte de Flandre ;
- Herbert III dit le Vieux (° entre 910 et 926 - † entre 983 et début 985), comte d'Omois et abbé laïc de Saint-Médard de Soissons en 943 ;
- Hugues (° 920 - † 962), comte et archevêque de Reims ;
- Liutgarde (° avant 925 - † 14 novembre après 985), mariée vers 935 à Guillaume Ier Longue-épée († 942), duc de Normandie ; puis entre 944 et 945 à Thibaud Ier le Tricheur († 975), comte de Blois ;
- Robert Ier († apr. 19 juin 966), comte de Meaux en 943 et de Troyes en 956 à la mort du père de sa femme ;
- Albert Ier († 8 septembre 987), comte de Vermandois et abbé laïc de Saint-Quentin en 943 ;
- probablement Guy Ier († après 986), comte de Soissons[16].